# Українська Установа Довір'я в Німецькому Райху
Українська Установа Довір'я в Німецькому Райху (Ukrainische Vertrauensstelle im Deutschen Reich) з осідком у Берліні, була створена 1 грудня 1938 урядом Райху з завданнями: відстоювати соціальні інтереси бездержавних українців у Німецькому Райху, уможливлювати їм зв'язок з державними інституціями, зокрема забезпечувати їх пашпортами та документами дозволу на перебування і працю, допомагати порадою кожному українцеві в його особистих справах. Заходами організації звільнено близько 50 тис. українських військовополонених. Головні відділи діяли у Відні, Празі і Лодзі. Установа діяла до кінця Другої світової війни і була ліквідована в квітні 1945; її керівником був М. Сушко.